# 돌멩이의 꿈
"돌멩이의 꿈"은 2009년에 개봉한 한일 합작 영화이다.

## 캐스팅
- 차인표 : 임상현 역
- 김효진 : 이하나 역
- 채건 : 장재영 역
- 홍충민 : 배혜수 역
- 김철기 : 최중호 역
- 손병욱 : 마우송 역
- 이정용 : 문 형사 역
- 손건우 : 장용수 역
- 박준금 : 김순자 역
- 홍기훈 : 형사과장 역
- 심태윤 : 심실장 역
- 고정민 : 상현부인 남미정 역
- 배진우 : 상현아들 임시원 역
- 박준영 : 웨이터 박지성 역
- 박원희 : 웨이터 호나두 역
- 김정근 : 주방 역
- 남소연 : 여성 정혜 역
- 이금주 : 재영 고모 역
- 성영탁 : 재영 고모부 역
- 이윤미 : 클럽 가수 역
- 황동식 : 손님 1 역
- 신재도 : 손님 2 역
- 김영희 : 혜수 집 아줌마 역
- 이휘향 (특별출연)
- 장기하와 얼굴들 (특별출연)